# Automóvil blindado Humber
El Humber fue uno de los automóviles blindados británicos de la Segunda Guerra Mundial producidos en mayor cantidad. Complementó al automóvil de reconocimiento ligero Humber y estuvo en servicio hasta el final de la guerra.

## Desarrollo
Fabricado por el Grupo Rootes, el Humber era básicamente una combinación del chasis del tractor de artillería Karrier KT4 y la carrocería blindada del automóvil blindado Guy. El KT4 ya estaba en producción para el Ejército del Raj británico y el Guy tenía problemas de producción para satisfacer los pedidos encargados. Se descartó el nombre Karrier para evitar confusiones.
En 1940 se hizo el primer pedido por 500 unidades. Los primeros Humber eran más o menos idénticos al Guy, con sus problemas en el blindaje, que más tarde fueron solucionados. Su producción empezó en 1941.
Respecto al Mark II, el Humber Mark III disponía de una torreta para tres hombres. La producción del Mark III cesó en 1942, después de haberse fabricado 1.650 unidades. Con un posible reemplazo en camino, el automóvil blindado Coventry armado con el cañón QF de 2 libras, se diseñó el Humber Mark IV. Este iba armado con el cañón estadounidense M6 37 mm, a costa de la retirada de un tripulante. El Coventry no recibió pedidos como reemplazo, y la producción del Mark IV continuó a pesar de sus defectos, alcanzando las 2.000 unidades.

## Historial de combate

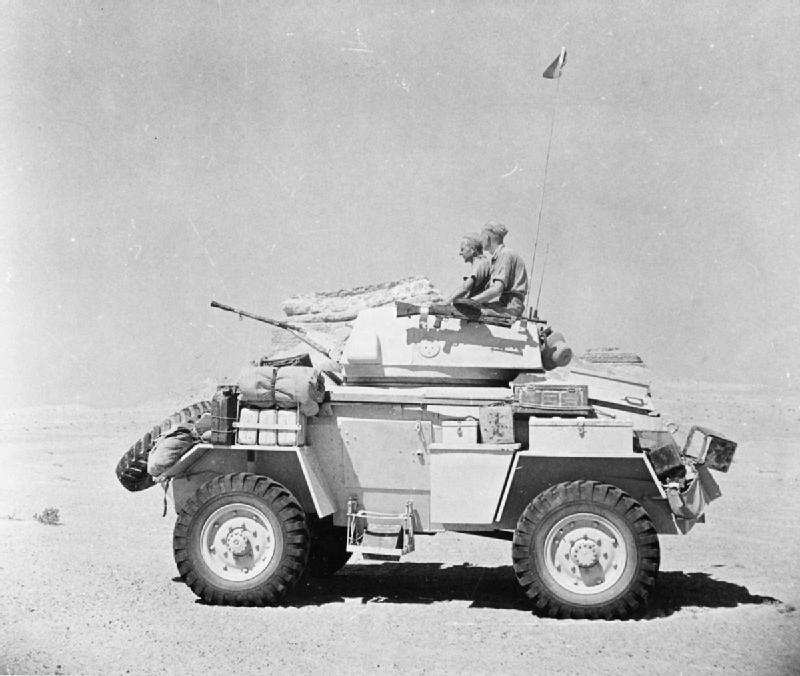
Tanque humber patrullando alrededor del corredor persa

El Humber fue empleado en la campaña del norte de África desde fines de 1941 por el 11° de Húsares y otras unidades. También fue ampliamente utilizado en el Frente europeo por regimientos de reconocimiento británicos y canadienses. Un Humber Mk IV capturado fue empleado por el Aufklärungs Abt (Batallón de reconocimiento) de la 9.ª División Panzer SS Hohenstaufen en Arnhem. Unos cuantos vehículos fueron empleados para patrullar a lo largo del corredor persa. Un regimiento de automóviles blindados del Ejército del Raj británico, parcialmente equipado con automóviles blindados Humber, participó en la reconquista de Birmania. Después de la Segunda Guerra Mundial, el Humber fue empleado por Egipto en 1948-1949, así como por Birmania, Ceilán, Chipre, Dinamarca, India, México, Países Bajos y Portugal.
El Humber fue empleado en la campaña de Birmania por el 16° de Caballería Ligera, un regimiento indio de automóviles blindados que formaba parte del Decimocuarto Ejército.
Después de la independencia, el Ejército de la India formó el 63 de Caballería, un regimiento equipado con automóviles blindados Humber Mk IV, del que uno de sus escuadrones pasó a ser un escuadrón de reconocimiento independiente y más tarde fue reorganizado y reequipado con automóviles blindados Daimler. Los Humber y los Daimler del Ejército indio equiparon al Cuerpo de Guardia del Presidente, siendo desplegados en la defensa de Chushul en altitudes por encima de los 4.267 m durante la guerra sino-india de 1962. En 1948, el Humber fue empleado contra el Ejército indio por el 2° y el 4° de Lanceros de Hyderabad, unidades de Caballería de las Fuerzas del Estado de Hyderabad, durante la Operación Polo.
Los automóviles blindados Humber fueron empleados durante la Anexión de Goa de 1961. Estos vehículos equipaban a los cuatro escuadrones de reconocimiento de la guarnición portuguesa en Goa. Los Humber portugueses se enfrentaron a las fuerzas indias en breves combates que tuvieron  lugar en las aldeas fronterizas de Doromagogo, Malinguém y Polem, así como durante el avance indio y el cerco de las fuerzas portuguesas en Mapusa.

## Ejemplares sobrevivientes
Varios automóviles blindados Humber estáticos y funcionales están distribuidos a lo largo de América del Norte y Europa. El Museo de tanques de Bovington exhibe un Humber Mk I.
El Museo australiano de tanques y artillería de Cairns tiene un Humber Mk IV funcional.

## Variantes

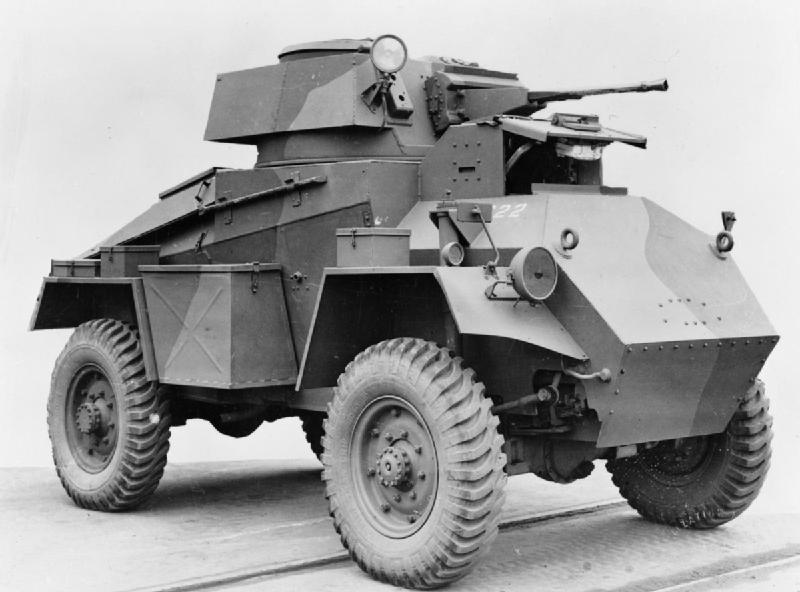
Un Humber Mk I, mostrando su parecido con el Guy Mk IA.

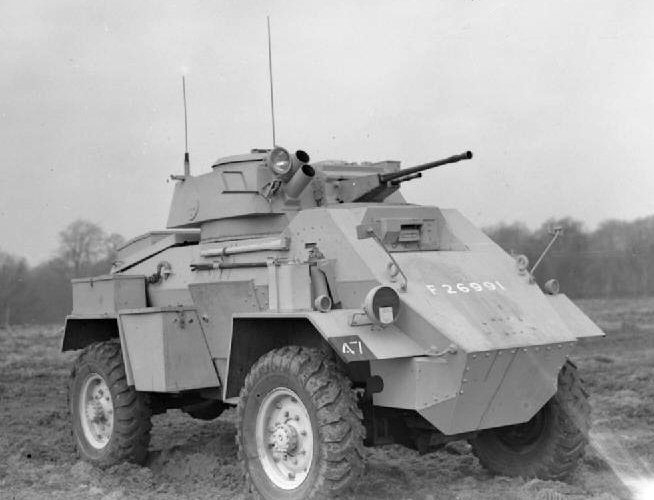
Un Humber Mk II, con el blindaje del glacis rediseñado.

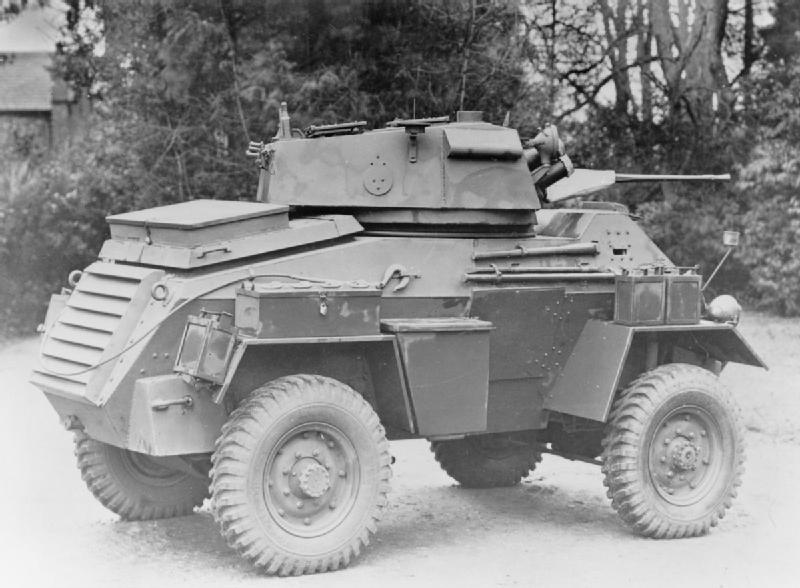
Un Humber Mk III, con su torreta agrandada.

- Mark I

Versión original, basada en la carrocería del automóvil blindado Guy. Armada con ametralladoras Besa de 15 mm y 7,92 mm. Tenía una tripulación de tres hombres: conductor, artillero y comandante. Se fabricaron unas 300 unidades.
- Mark I AA / Quad AA

Un Mark I equipado con una torreta distinta, armada con una batería de cuatro ametralladoras Besa de 7,92 mm capaces de elevarse a 85° y un alza antiaérea. El vehículo fue ideado para ofrecer apoyo antiaéreo a las unidades de automóviles blindados, pero la superioridad aérea de los Aliados demostró que eran cada vez menos necesarios conforme la guerra progresaba.
- Mark II

Cambios a la torreta, blindaje más grueso alrededor del conductor y del radiador. Se fabricaron 400 unidades.
- Mark II OP

Vehículo de observación, armado con dos ametralladoras Besa de 7,92 mm.
- Mark III

Torreta más grande para tres hombres, con espacio y equipo para un operador de radio, relevando al comandante de la tarea de operar la radio.
- - "Rear Link"

Se le reemplazaron sus ametralladoras por dos simuladas, para poder instalarle una Radio n.º 19 de Alta Potencia y su generador. Cada regimiento estaba dotado con dos de estos vehículos, para comunicarse con el Cuartel General desde la primera línea.
- Mark IV

Armado con el cañón estadounidense M6 37 mm de alta velocidad en lugar de la ametralladora Besa de 15 mm. El cañón más grande precisó la retirada del tercer tripulante de la torreta (el operador de radio). Las escotillas de la torreta fueron reubicadas debido al nuevo cañón y la distribución de la triupulación. Se fabricaron unas 2.000 unidades.

## Usuarios
- Reino Unido
  - Commonwealth
- India
- Portugal